# ×Leymostachys
× Leymostachys là một chi thực vật có hoa trong họ Hòa thảo (Poaceae).

## Loài
Chi × Leymostachys gồm các loài: